# 媽媽咪呀！ (電影)
《媽媽咪呀！》（英語：Mamma Mia!）是一部2008年的英國、美國和瑞典合拍的浪漫喜劇歌舞片，改編自1999年起公映的同名音樂劇。電影由环球影业及Playtone和Littlestar合作制作。而電影內歌曲來自流行樂團ABBA。這部電影的演員陣容包括梅莉·史翠普、克莉絲汀·巴倫絲基、茱莉·華特絲、皮爾斯·布洛斯南、柯林·佛斯、史戴倫·史柯斯嘉、亞曼達·塞佛瑞及多明尼克·庫柏等。劇情講述一名準新娘邀請了三個男人參加她即將舉行的婚禮，而這三個人都有可能是她的生父。
2007年8月9日，電影的主體拍攝於希臘的斯科派洛斯島上進行，其後由環球影業發行。2008年6月30日，環球影業在倫敦的萊斯特廣場舉行電影的全球首映禮。數天後，環球影業在瑞典斯德哥爾摩舉行首映禮，而ABBA成員皆有出席。這部電影分別於7月10日、17日及18日在英國、德國及北美地區上映。影評人對電影的評價褒貶不一，他們讚揚了電影的製作價值及配樂數量，但批評電影情節及缺乏有經驗的歌手（主要是針對是布士南及史卡斯格）。儘管如此，這部電影還是受到了觀眾的歡迎。電影開畫票房理想，全球總票房約為6.15億美元，而電影的拍攝預算為5200萬美元。另外，電影在2008年電影最高票房排行榜上位列第五位。
2008年8月29日，《媽媽咪呀！齊齊唱版本》（英語：Mamma Mia!: The Sing-Along Edition）在部分戲院公映，螢幕上打上歌詞讓觀眾同唱。續集《媽媽咪呀！回來了》於2018年7月20日上映，大部分主要演員都有參與演出。

## 劇情概要
1999年，在希臘的卡洛凱利小島上有一間民宿，由單親媽媽唐娜、女兒蘇菲以及蘇菲的未婚夫史凱共同經營。蘇菲一直對自己的生父感到好奇，及後意外發現在母親日記內竟然記載了她20年前與三位男性之間的往事。蘇菲深信生父必定是三人其中之一，於是她便瞞著母親及史凱向三人寄出喜帖。商人山姆·卡麥克、冒險家比爾·安德森及銀行家哈利·布萊特在收到喜帖後，亦儘快趕去這座有著深厚回憶的小島。
同一時間，唐娜也忙著迎接當年和她一起組成「唐娜與發電機合唱團」的兩名密友——蘿西及譚雅。當三個男人抵達小島後，蘇菲小心翼翼地把他們藏起來，並向他們解釋其實是她而不是唐娜邀請他們來參加婚禮。但沒多久，唐娜就發現了他們。不確定蘇菲生父是誰的唐娜，既尷尬又生氣，但也因此讓她有機會重新與三個舊情人對話。
最後，蘇菲並未和史凱結婚，兩人反而選擇環遊世界，認識及體驗不同地方的文化。而唐娜及山姆反成了婚禮的主角，並在島上教堂結婚。另外，山姆、哈利及比爾三人都成了蘇菲的三分之一父親，令她終於能擁有父親的愛。

## 演員
- 亞曼達·塞佛瑞 飾 蘇菲·謝里登，唐娜的女兒，以及史凱的未婚妻。
- 梅莉·史翠普 飾 唐娜·謝里登，蘇菲的媽媽。
- 克莉絲汀·巴倫絲基 飾 譚雅·切舍姆-李，當娜的挈友之一，唐娜與發電機樂隊前成員，經過三次離婚後變得富裕。
- 茱莉·華特絲 飾 蘿西·穆里根，當娜的挈友之一，唐娜與發電機樂隊前成員，一個有趣的作家。
- 皮爾斯·布洛斯南 飾 山姆·卡麥克，建築師，唐娜的舊情人之一。
- 柯林·佛斯 飾 哈利·布萊特，英國商人，唐娜的舊情人之一。
- 史戴倫·史柯斯嘉 飾 比爾·安德森，瑞典籍水手兼旅遊作家，唐娜的舊情人之一。
- 多明尼克·庫柏 飾 史凱·拉曼德，蘇菲·謝里登的未婚夫。
- 艾旭莉·利利（英语：Ashley Lilley） 飾 艾莉，蘇菲的密友。
- 瑞秋·麥克道爾（英语：Rachel McDowall） 飾 莉莎，蘇菲的密友。
- 菲力普·邁克爾（英语：Philip Michael） 飾 派伯，史凱的伴郎、酒保，喜歡譚雅。
- 克里斯·賈維斯（英语：Chris Jarvis (actor)） 飾 艾迪，史凱及派伯的朋友。

## 制作
大部分拍攝在希臘的小島進行，包括斯科派洛斯島和斯基亞索斯島等，時間為2007年的8至9月，也有在希臘皮利翁山邊的海濱小村穆雷西拍攝。斯科派洛斯島的西岸卡斯塔尼海灘是主要場景，製作人員在此搭建了海灘酒吧和碼頭，在完成拍攝後拆卸。其餘部分在英國松林制片廠拍攝，製作辦公室也設在該制片廠。此外，劇中唐娜的希臘別墅的全套家具都是在該制片廠內製造的。
皮雅斯·布士南所飾演的角色山姆·卡麥克有一段離開紐約辦公室並趕往去希臘小島的場景。該場景實際上是在英國倫敦市萊姆街的勞埃德大廈拍攝，而在該處所出現的黃色出租車及紐約騎警則為增加真確性。在電影內，史戴倫·史柯斯嘉飾演的比爾·安德森所使用的遊艇（實際是雙桅小帆船）是由黃埔船塢在1934年建造的，而該船名為「大帽山」（TAI-MO-SHAN）。另外，ABBA成員班尼·安德森及比約恩·奧瓦爾斯均有參與演出，其中班尼扮演漁夫並在戲內用鋼琴彈出《Dancing Queen》，而比約恩則在片後字幕時的片段內扮演手持七弦琴的希臘天神。
主角梅麗·史翠普在幼時曾接受歌劇訓練，而後來她曾在《來自邊緣的明信片》、《絲克伍事件》、《捉神弄鬼》及《牧場之家好做伴》等電影內演唱。九一一襲擊事件過後，她發現舞台劇《媽媽咪呀！》肯定了生命的價值，因而成為該舞台劇的粉絲。

## 配樂
2008年7月7日，迪卡唱片及寶麗多唱片分別美國及國際發行了《媽媽咪呀！》的原聲專輯。專輯包含16首歌曲及1首隱藏曲目，而專輯的錄音及混音工作則由ABBA成員班尼·安德森及比約恩·奧瓦爾斯負責。專輯更獲第51屆格林美獎的最佳影視媒體原聲帶專輯提名。專輯的豪華版於2008年11月25日發行。
在下列曲目內，†號代表歌曲在電影中出現，但並沒有收錄在專輯內；‡號代表歌曲沒有在電影中出現，但收錄在專輯內；而§號則代表歌曲作為隱藏曲目而被收錄在專輯內。
1. 《I Have a Dream（英语：I Have a Dream (song)）》 – 蘇菲
2. 《Honey, Honey（英语：Honey, Honey）》 – 蘇菲、艾莉及莉莎
3. 《Money, Money, Money》 – 唐娜、譚雅及蘿西
4. 《Mamma Mia（英语：Mamma Mia (ABBA song)）》 – 唐娜
5. 《Chiquitita（英语：Chiquitita）》 – 蘿西、譚雅及唐娜†
6. 《Dancing Queen》 – 譚雅、蘿西及唐娜
7. 《Our Last Summer（英语：Our Last Summer）》 – 哈利、比爾、山姆、蘇菲及唐娜
8. 《Lay All Your Love on Me（英语：Lay All Your Love on Me）》 – 史凱及蘇菲
9. 《Super Trouper（英语：Super Trouper (song)）》 – 唐娜、譚雅及蘿西
10. 《Gimme! Gimme! Gimme! (A Man After Midnight)（英语：Gimme! Gimme! Gimme! (A Man After Midnight)）》 – 蘇菲、艾莉及莉莎
11. 《Voulez-Vous（英语：Voulez-Vous (song)）》 – 唐娜、山姆、譚雅、蘿西、哈利、比爾、史凱、艾莉、莉莎及派伯
12. 《The Name of the Game（英语：The Name of the Game (ABBA song)）》 – 蘇菲‡
13. 《SOS（英语：SOS (ABBA song)）》 – 山姆及唐娜
14. 《Does Your Mother Know（英语：Does Your Mother Know）》 – 譚雅及派伯
15. 《Slipping Through My Fingers（英语：Slipping Through My Fingers）》 – 唐娜及蘇菲
16. 《The Winner Takes It All（英语：The Winner Takes It All）》 – 唐娜
17. 《I Do, I Do, I Do, I Do, I Do（英语：I Do, I Do, I Do, I Do, I Do）》 – 山姆及唐娜†
18. 《When All Is Said and Done（英语：When All Is Said and Done）》  – 山姆及唐娜
19. 《Take a Chance on Me（英语：Take a Chance on Me）》 – 蘿西、比爾、譚雅、派伯及哈利
20. 《Waterloo（英语：Waterloo (ABBA song)）》 – 唐娜、蘿西、譚雅、山姆、比爾、哈利、史凱及蘇菲†
21. 《Thank You for the Music（英语：Thank You for the Music）》 – 蘇菲§

## 發布

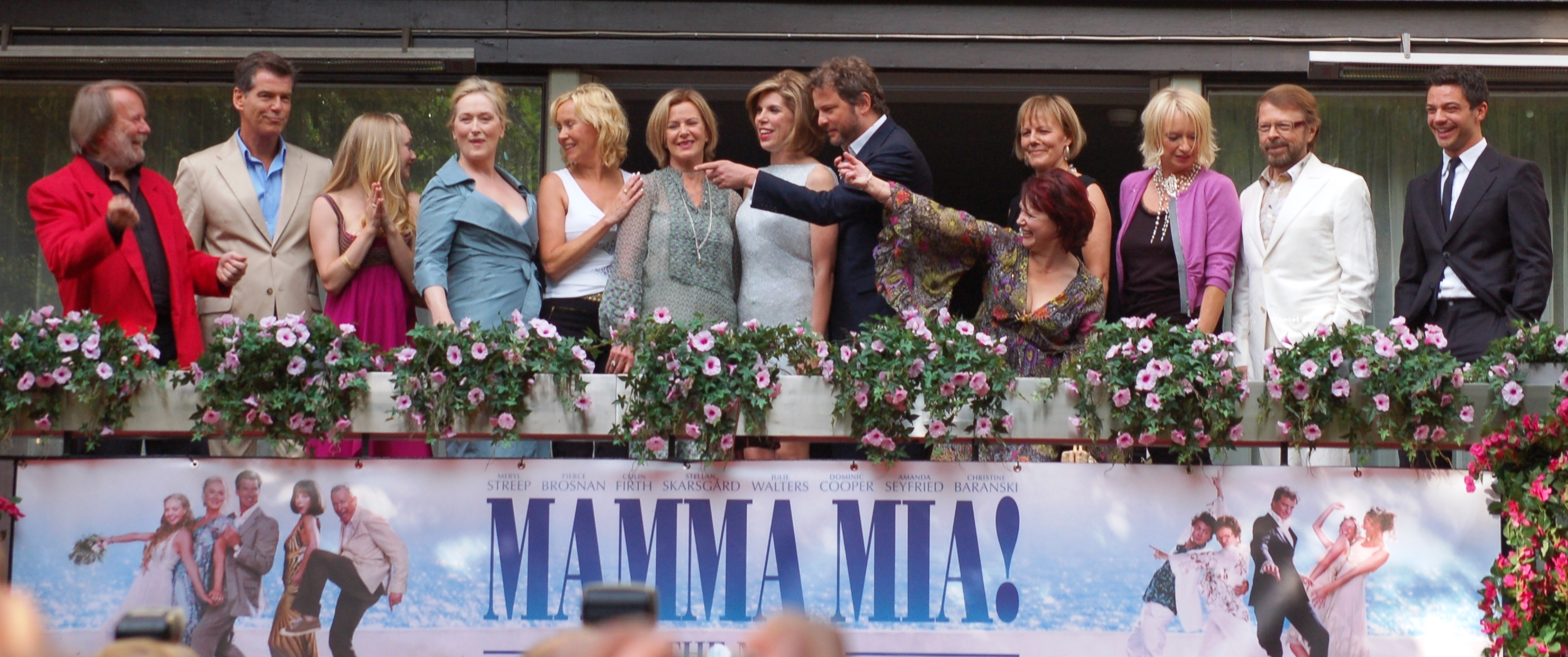
ABBA於2008年一同公開露面

2008年7月4日，ABBA成員比約恩·奧瓦爾斯、班尼·安德森、昂內塔·費爾特斯科格和安妮-弗瑞德·林斯塔德參與了瑞典斯德哥爾摩的首映禮。該戲院由安德森擁有，當日是ABBA四名成員自1986年以來首次在公開場合同时被拍照。
而根據官方榜單公司的數據，電影在2008年11月成為了英國有史以來銷售最速的DVD，它在首日便售出了100萬份，並打破了之前由《鐵達尼號》所保持的56萬份紀錄。而到了2008年底，官方榜單公司指電影的DVD已售出超過500萬份，宣布它已成為英國有史以來銷量最大的DVD，打破了之前由《加勒比海盗：黑珍珠号的诅咒》所保持的470萬份紀錄，即平均每四個家庭中就有一個擁有該DVD。在美國，電影DVD發行的第一日便錄得3,000萬美元的收入。而截止2008年12月31日，電影DVD成為了瑞典有史以來最暢銷的DVD，售出超過54萬份。

## 反響

### 票房
截至2009年1月23日，《媽媽咪呀！》在英國的票房收入為6,920萬英鎊，是英國史上票房收入最高的其中一部電影。電影在英國開畫後奪得票房第一，496間戲院共錄得票房約660萬英鎊，並維持2星期票房冠軍，力壓迪士尼和皮克斯的《WALL-E》。而在希臘，電影在首映後首個周末票房奪得首位，票房收入達160萬美元。在北美地區，電影首映票房為960萬美元，首映後首個周末的票房為2,700萬美元，排名第二，僅次於《黑暗騎士》。；這使媽媽咪呀成為美國上映後首個周末票房最高的音樂劇電影，超越2007年的《髮膠明星夢》。2014年，此紀錄被《魔法黑森林》所打破。
最終，《媽媽咪呀！》在北美的票房收入為1.441億美元，其他地區的票房收入合共為4.716億美元，全球總票房收入則為6.157億美元，而電影的拍攝預算為5200萬美元。在當時，電影成為了有史以來票房收入最高的真人音樂劇，直至2017年被比爾·坎登執導的《美女與野獸》所打破。此電影亦是女性導演執導的最高票房電影，但同樣在2017年被派蒂·珍金斯執導的《神力女超人》所打破。

### 影評
影評人對該片評價不一。「爛番茄」統計在182個評論中有54%是正面，電影平均分為5.53（10分滿分）。爛番茄的影評為：「這部點唱機音樂劇充滿了蓬鬆的樂趣，但充滿著粗糙的歌聲及古怪搞笑的音調，可能不會讓你感到在整整90分鐘內「你可以跳舞」。」而在Metacritic上，根據37位評論家的評論，這部電影的平均分為51分（滿分100）。在影院評分所進行的民意調查內，電影的平均等級為A-（等級範圍是A+至F）。
《泰晤士报》的雨果·里夫金德（Hugo Rifkind）給予四粒星（五粒星滿分），指劇中演員的表現很好，令電影予人一種輕鬆的感覺，又不需要過於認真地觀看。BBC廣播第五直播臺（BBC Radio 5 Live）的影評人馬克·科莫德（Mark Kermode）喜歡這部電影，不過亦批評電影的主調雖然是載歌載舞，但看起來卻像一班巨星喝醉酒在唱卡拉OK。而《衛報》的影評人彼得·布拉德肖（Peter Bradshaw）更為消極，只給予電影一顆星，直言在看完電影後「需要嘔吐」。《每日電訊報》則認為該片富娛樂性但略嫌混亂，又指找到這部電影完全是一件令人遺憾的事，但無論如何仍會再次觀看。《帝國雜誌》的安吉·埃里格（Angie Errigo）則指電影可愛、乾淨並充滿陽光和趾尖。
另外，演員的唱功亦備受議論。《綜藝》的喬丹·明澤（Jordan Mintzer）指部份演員（如梅麗·史翠普）似乎比其他明星（如皮尔斯·布鲁斯南及斯特兰·斯卡斯加德）更適合演出音樂喜劇。布鲁斯南的演出被很多影評人批評，他的歌喉分別被《紐約》、《費城詢問報》及《邁阿密先驅報》批評像「水牛」、「驢叫」及「受傷的浣熊」。Creative Loafing的馬特·布倫森（Matt Brunson）指布鲁斯南「看起來很痛苦而且被歌詞噎住，就好比在相機前接受前列腺檢查一樣」。他更在2008年的第29届金酸莓奖评为最差男配角。

## 續集
2017年5月19日，環球影業宣佈續集《媽媽咪呀！回來了》的製作消息，定於2018年7月20日上映。電影由歐·帕克擔任編劇及導演。2017年6月，劇組先後宣佈阿曼達·西耶弗里德、多米尼克·庫珀、梅麗·史翠普、哥連·費夫及皮尔斯·布鲁斯南將會回歸。同年7月，劇組宣佈莉莉·詹姆斯將會加入拍攝並飾演年輕的唐娜。

## 外部連結
- 官方網頁 （页面存档备份，存于）
- 互联网电影数据库（IMDb）上《媽媽咪呀！》的资料（英文）
- AllMovie上《媽媽咪呀！》的资料（英文）
- Box Office Mojo上《媽媽咪呀！》的資料（英文）
- 爛番茄上《媽媽咪呀！》的資料（英文）
- Metacritic上《媽媽咪呀！》的資料（英文）
- 開眼電影網上《媽媽咪呀！》的資料（繁體中文）
- Yahoo奇摩電影上《媽媽咪呀！》的資料（繁體中文）
- 时光网上《媽媽咪呀！》的資料（简体中文）
- 豆瓣电影上《媽媽咪呀！》的資料 （简体中文）